# جیمز کوک براون
جیمز کوک براون (انگلیسی: James Cooke Brown) یک نویسنده و زبان‌شناس اهل ایالات متحده آمریکا بود.